# Frank Rommel
Frank Rommel (* 30. Juli 1984 in Suhl) ist ein ehemaliger deutscher Skeletonfahrer. Er ist, gemessen an seinen elf Medaillen bei Welt- und Europameisterschaften und sieben Weltcupsiegen, der erfolgreichste männliche Skeletonfahrer Deutschlands.
Rommel ist Sohn des Ringers Uwe Rommel und lebt in Eisenach. Er ist mit Skeletonpilotin Julia Rommel verheiratet und arbeitet seit 2012 als kaufmännischer Angestellter in Eisenach. Er legte sein Abitur 2003 am Heinrich-Ehrhardt-Gymnasium Zella-Mehlis ab und absolvierte abschließend eine Ausbildung zum Bankkaufmann in Schmalkalden.
Im Alter von 21 Jahren wurde Rommel 2006 in seiner Disziplin Vize-Europameister in St. Moritz und erreichte dabei im parallel ausgetragenen Weltcup mit Platz drei seine erste Podiumsplatzierung. Er nahm an den Olympischen Winterspielen 2006 in Turin teil, wo er den 24. Platz belegte. Bei der Skeleton-Weltmeisterschaft 2008 in Altenberg gewann er die Bronzemedaille. Im Weltcup hatte Rommel in der Saison 2008/09 seinen endgültigen Durchbruch. In Altenberg, Igls, Königssee und in St. Moritz gewann er vier Weltcup-Rennen in Folge. In St. Moritz gewann er zudem gleichzeitig den Titel des Europameisters. Außerdem wurde er 2009 in Lake Placid Weltmeister im Team-Wettbewerb zusammen mit der Skeletonpilotin Marion Trott und den Zweierbobs von Thomas Florschütz und Sandra Kiriasis. Bei den Olympischen Spielen 2010 in Vancouver erreichte Rommel im Whistler Sliding Centre mit dem siebten Platz das bisher beste Olympia-Resultat der deutschen Skeleton-Herren.
In der Saison 2010/11 konnte sich Rommel nur einmal auf dem Podium platzieren, wurde in der Gesamtwertung jedoch Dritter und stand somit zum dritten Mal in Folge im Gesamtklassement unter den Top Drei. Bei der Europameisterschaft wurde er Fünfter, bei der Weltmeisterschaft gewann er im Einzel Bronze und im Teamwettbewerb Silber. In der Saison 2011/12 sicherte Rommel sich seinen sechsten Weltcup-Sieg am Königssee und mit zwei weiteren Podiumsplatzierungen den zweiten Rang im Gesamtweltcup und platzierte sich somit das vierte Jahr in Folge unter den besten Drei der Welt. Der Höhepunkt der Saison bildete dann der doppelte Gewinn der Silbermedaille sowohl im Einzel als auch im Team bei der Weltmeisterschaft in Lake Placid.
Die vorolympische Saison 2012/13 schloss Rommel nach einer Disqualifikation wegen Übergewichts im ersten Weltcup in Lake Placid auf dem fünften Gesamtrang ab. Nur zwei Rennen nach der Disqualifikation erfuhr sich Rommel den siebten Weltcup-Sieg seiner Karriere auf der Olympiabahn von Vancouver und durchbrach wiederum die Siegesserie des lettischen Seriensiegers Dukurs. Bei der Weltmeisterschaft in St. Moritz errang Rommel mit absoluter Bestzeit in seinem Lauf die Silbermedaille im Team. Hinzu kam ein 5. Rang im Einzelrennen, in das er durch starke Rückenschmerzen gesundheitlich beeinträchtigt, ging. Die Olympiasaison 2013/2014 verlief für die deutschen Skeletonfahrer schwierig. Rommel konnte mit Rang drei beim abschließenden Weltcup am Königssee die erste und einzige Podiumsplatzierung der deutschen Skeleton-Herren einfahren und in der zugleich ausgetragenen Europameisterschaft die Bronzemedaille gewinnen. Seit der Saison 2008/2009 konnte sich Rommel damit bei all seinen Rennen auf der Kunsteisbahn am Königssee auf dem Podest platzieren.
Rommel bestritt im Februar 2014 in Sotschi seine dritten Olympischen Winterspiele. Am 25. März 2014 gab er seinen Rücktritt vom Profisport bekannt.